# Dispositif de formation virtuel
Pour les articles homonymes, voir Dispositif.
Le terme de dispositif de formation virtuel est employé pour désigner ce qui résulte de la rencontre d'un équipement NTIC et du langage et des signes.
Si l'on ajoute le terme de "socio" à dispositif,  alors on couvre à la fois les dimensions technique, langagière/sémiotiques et humaines.
Penser en termes de dispositif c'est, par exemple, penser les questions de relation de la technique et du langage dans Wikipédia. La question de la gestion des synonymes, des pluriels, des orthographes multiples, etc. en fait partie.
Dans le contexte de la pédagogie : « Un dispositif est une instance, un lieu social d'interaction et de coopération possédant ses intentions son fonctionnement matériel et symbolique enfin ses modes d'interactions propres. L'économie d'un dispositif -son fonctionnement- déterminée par les intentions, s'appuie sur l'organisation structurée de moyens matériels technologiques, symboliques et relationnels »